# Soyuz TM-28
Soyuz TM-28 foi uma missão russa à estação espacial Mir, realizada entre agosto de 1998 e fevereiro de 1999.

## Tripulação
Lançados
| Posição                | Cosmonauta      | Duração          | Pousou na   |
| ---------------------- | --------------- | ---------------- | ----------- |
| Comandante             | Gennady Padalka | 198d 16h 31m 10s | Soyuz TM-28 |
| Engenheiro de voo      | Sergei Avdeyev  | 379d 14h 51m 10s | Soyuz TM-29 |
| Cosmonauta-pesquisador | Yuri Baturin    | 11d 19h 39m 33s  | Soyuz TM-27 |

Aterrissaram
| Posição                | Cosmonauta      | Duração          | Lançou na   |
| ---------------------- | --------------- | ---------------- | ----------- |
| Comandante             | Gennady Padalka | 198d 16h 31m 10s | Soyuz TM-28 |
| Cosmonauta-pesquisador | Ivan Bella      | 7d 21h 56m 19s   | Soyuz TM-29 |

## Parâmetros da Missão
- Massa: ? kg
- Perigeu: 190 km
- Apogeu: 237.7 km
- Inclinação: 51.64°
- Período: 88.5 minutos